# Mark Lebedew

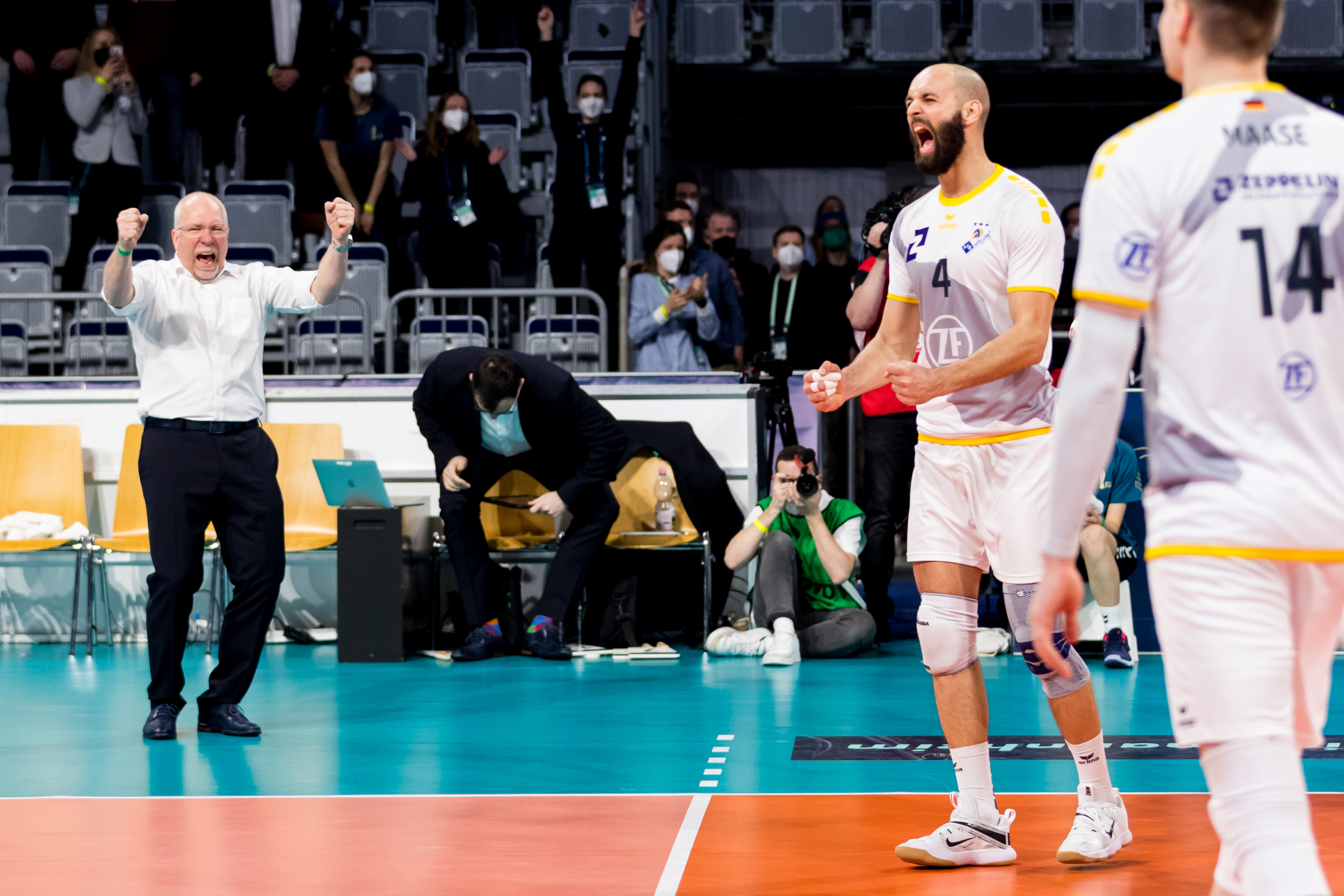
Mark Lebedew trenerem VfB Friedrichshafen

Mark Lebedew (ur. 6 maja 1967 w Adelaide) – australijski siatkarz i trener siatkarski. 
Jako siatkarz ma na swoim koncie 12 występów w reprezentacji Australii.
Pracował w reprezentacji Australii (najpierw jako asystent Stelio De Rocco w latach 1997-2002, później jako I trener) i reprezentacji Niemiec (II trener).
Na początku XXI wieku prowadził zespoły z niemieckiej Bundesligi: najpierw Eschenbacher Eltmann, a w latach 2003-2005 był szkoleniowcem SV Wuppertal. Później pracował w Belgii jako I trener klubu z Lennika, a w sezonie 2006/2007 we włoskiej Serie A jako asystent Roberto Santilliego w klubie Tonno Callipo Vibo Valentia. W sezonie 2007/2008 Lebedew był członkiem sztabu szkoleniowego Jastrzębskiego Węgla odpowiadającym za przygotowanie atletyczne zespołu, a w sezonie 2008/2009 pełnił funkcję II trenera śląskiej drużyny.
VC Franken i Berlin Recycling Volleys, który prowadził w latach 2010-2015. Z berlińskim zespołem zdobył 3 złote i 2 srebrne medal Mistrzostw Niemiec oraz brązowy medal Ligi Mistrzów w 2015 roku.
Od 2015 roku prowadził zespół Jastrzębskiego Węgla, z którym w 2017 roku zdobył brązowy medal Mistrzostw Polski. W styczniu 2018 roku na stanowisku trenera Jastrzębskiego Węgla zastąpił go Ferdinando De Giorgi.
Od grudnia 2016 roku był szkoleniowcem reprezentacji Australii.
W maju 2018 roku został trenerem Aluronu Virtu Warty Zawiercie.
Jest Instruktorem Szkolenia Trenerów FIVB, autorem wielu publikacji dotyczących szkolenia siatkówki i prelegentem na kursach trenerskich.
W maju 2022 roku otrzymał polskie obywatelstwo. Około 13 lat mieszka w Żorach.

## Kariera trenerska
| Lata                      | Klub/Reprezentacja           | Funkcja          |
| ------------------------- | ---------------------------- | ---------------- |
| 1997–2002                 | Australia                    | asystent trenera |
| 2003–2005                 | SV Bayer Wuppertal           | I trener         |
| 2005–2006                 | Pepe Jeans Asse-Lennik       | I trener         |
| 2006–2007                 | Tonno Callipo Vibo Valentia  | asystent trenera |
| 2008–2009                 | Jastrzębski Węgiel           | asystent trenera |
| 2009–2010                 | VC Franken                   | I trener         |
| 2010–2015                 | Berlin Recycling Volleys     | I trener         |
| 2014                      | Niemcy                       | asystent trenera |
| 2015–2018 (do 12.01.2018) | Jastrzębski Węgiel           | I trener         |
| 2016–2020                 | Australia                    | I trener         |
| 2018–2020 (do 14.02.2020) | Aluron Virtu CMC Zawiercie   | I trener         |
| 2021–2021 (od 27.02.2021) | eWinner Gwardia Wrocław      | I trener         |
| 2021–2024                 | VfB Friedrichshafen          | I trener         |
| 2022                      | Słowenia                     | I trener         |
| 2024–2025                 | Nova Tech Lycurgus Groningen | I trener         |
| 2025–                     | PSG Stal Nysa                | I trener         |

## Sukcesy trenerskie

### klubowe
Liga belgijska:
- 2006

Liga niemiecka:
- 2012, 2013, 2014
- 2011, 2015, 2022[15], 2023[16], 2024[17]

Ligi Mistrzów:
- 2015

Liga polska:
- 2017

Puchar Niemiec:
- 2022[18]

Liga holenderska:
- 2025[19]

### reprezentacyjne
Mistrzostwa Azji, Australii i Oceanii:
- 2019